# NGC 4946
NGC 4946 је елиптична галаксија у сазвежђу Кентаур која се налази на NGC листи објеката дубоког неба.
Деклинација објекта је - 43° 35' 30" а ректасцензија 13h 5m 29,2s. Привидна величина (магнитуда) објекта NGC 4946 износи 12,5 а фотографска магнитуда 13,5. Налази се на удаљености од 44,740 милиона парсека од Сунца. NGC 4946 је још познат и под ознакама ESO 269-45, MCG -7-27-30, DCL 489, PGC 45283.